# IBM DeveloperWorks
 (septembre 2019).
developerWorks est un centre de ressources techniques d’IBM destiné aux professionnels de l’informatique et aux étudiants. Ce site web attire 4 millions de visiteurs uniques par mois provenant de 197 pays et 70 % de ces visiteurs ne font pas partie d’IBM. Il est constitué d’une bibliothèque de 30000 articles, podcasts et tutoriels.

## Bluepedia
BluePedia est une encyclopédie de connaissance générale sur IBM, qui répertorie le savoir-faire de plus de 300 000 IBMers à travers le monde au moyen d’un simple moteur de recherche. Cette plateforme unique et globale de coécriture en mode wiki permet le développement d’un vocabulaire commun et l’identification de sujets d’expertise.

## My DeveloperWorks
IBM a lancé le projet d’entreprise collaborative BlueIQ ayant comme public cible ses 16 000 commerciaux en 2007. D’après Luis Suarez, community manager du programme BlueIQ, « si vous lisez les règles IBM social computing Guidelines, vous constatez immédiatement qu’il s’agit de bon sens. Nous avons décidé de les rendre accessibles à toutes les personnes intéressées par les logiciels de réseaux sociaux ».
En avril 2009, IBM a lancé son réseau social My developerWorks avec Lotus Connections qui réunit 600 000 profils en 2011.